# Khoina bilateralis
Khoina bilateralis är en skalbaggsart som beskrevs av Carl Peter Thunberg 1818. Khoina bilateralis ingår i släktet Khoina och familjen Melolonthidae. Inga underarter finns listade i Catalogue of Life.